# Aniplex
Aniplex (株式会社アニプレックス?, Kabushiki-gaisha Anipurekkusu), a volte abbreviata come ANX, conosciuta fino al 2001 come Sony Pictures Entertainment (SPE) Visual Works e fino all'aprile 2003 come Sony Music Entertainment (SME) Visual Works, è un'azienda giapponese che produce e distribuisce anime e musica. È controllata al 100% dalla Sony Music Entertainment Japan.

## Produzioni
Aniplex è stata inoltre coinvolta nella produzione di anime e alcune distribuzioni delle seguenti serie anime.
| Titolo                                                         | Tipo     | Anno      |
| -------------------------------------------------------------- | -------- | --------- |
| Alice Academy                                                  | Serie TV | 2004-2005 |
| Ayakashi ayashi                                                | Serie TV | 2006-2007 |
| Blood+                                                         | Serie TV | 2005-2006 |
| Blood: The Last Vampire                                        | Film     | 2000      |
| Blue Exorcist                                                  | Serie TV | 2011      |
| Charlotte                                                      | Serie TV | 2015      |
| D.Gray-man                                                     | Serie TV | 2006-2008 |
| FLAG                                                           | Serie TV | 2006-2007 |
| Fullmetal Alchemist                                            | Serie TV | 2003-2004 |
| Fullmetal Alchemist - The Movie: Il conquistatore di Shamballa | Film     | 2005      |
| Gakkou no Kaidan                                               | Serie TV | 2000-2001 |
| Ginban Kaleidoscope                                            | Serie TV | 2005      |
| I'll CKBC                                                      | OAV      | 2002-2003 |
| Idaten Jump                                                    | Serie TV | 2005-2006 |
| Jagainu-kun                                                    | Serie TV | 2004      |
| Jigoku Shōjo                                                   | Serie TV | 2005-2006 |
| Jing: King of Bandits                                          | Serie TV | 2002      |
| Kage Kara Mamoru!                                              | Serie TV | 2006      |
| Kamichu                                                        | Serie TV | 2005      |
| Kenshin samurai vagabondo                                      | Serie TV | 1996-1998 |
| Kiba                                                           | Serie TV | 2006-2007 |
| Kikaider-01 - The Animation - Guitar wo Motta Shonen           | OAV      | 2001-2002 |
| King of Bandit Jing in Seventh Heaven                          | OAV      | 2004      |
| Kurochan                                                       | Serie TV | 1999-2001 |
| Mezame No Hakobune (Open Your Mind)                            | OAV      | 2005      |
| Mirage of Blaze: Rebels of the River Edge                      | OAV      | 2004      |
| Naruto                                                         | Serie TV | 2002-2007 |
| Kill la Kill                                                   | Serie TV | 2013-2014 |
| Otohime Connection                                             | OAV      | 1991      |
| Petite Cossette                                                | OAV      | 2004      |
| Persona 3 The Movie                                            | Film     | 2013-2015 |
| PPG Z - Superchicche alla riscossa                             | Serie TV | 2006-2007 |
| R.O.D the TV                                                   | Serie TV | 2003-2004 |
| Read or Die                                                    | OAV      | 2001-2002 |
| Roujin Z                                                       | OAV      | 1991      |
| Samurai X: Trust and Betrayal                                  | OAV      | 1999      |
| Shiki                                                          | Serie TV | 2010      |
| Submarine 707R                                                 | OAV      | 2003-2004 |
| Tekkonkinkreet                                                 | Film     | 2006      |
| Tengen Toppa Gurren-Lagann                                     | Serie TV | 2007      |
| Verso la Terra...                                              | Serie TV | 2007      |
| Yakitate!! Japan                                               | Serie TV | 2004-2006 |

### Musica
Aniplex ha realizzato le colonne sonore di tutti i videogiochi della Sony Computer Entertainment e di molti anime, non solo da essa stessa realizzati, tra cui:
- Angel Heart
- Bleach
- Gintama
- Gravitation
- Harukanaru Toki no Naka de ~Maihitoyo~
- Honey and Clover
- Paradise Kiss